# I liga polska w piłce nożnej (2006/2007) – wyniki spotkań
Wyniki spotkań polskiej ekstraklasy piłkarskiej w sezonie 2006/2007.

## Runda jesienna

### Tabela rundy jesiennej
| Poz. | Klub                             | M  | Pkt. | Mecze | Mecze | Mecze | Bramki | Bramki |
| Poz. | Klub                             | M  | Pkt. | zw.   | rem.  | por.  | zdob.  | str.   |
| ---- | -------------------------------- | -- | ---- | ----- | ----- | ----- | ------ | ------ |
| 1    | GKS Bełchatów                    | 15 | 30   | 9     | 3     | 3     | 31     | 17     |
| 2    | Zagłębie Lubin                   | 15 | 27   | 7     | 6     | 2     | 20     | 15     |
| 3    | Korona Kielce                    | 15 | 27   | 8     | 3     | 4     | 24     | 15     |
| 4    | Legia Warszawa                   | 15 | 27   | 8     | 3     | 4     | 29     | 16     |
| 5    | Wisła Kraków                     | 15 | 25   | 6     | 7     | 2     | 26     | 12     |
| 6    | ŁKS Łódź                         | 15 | 24   | 6     | 6     | 3     | 19     | 15     |
| 7    | Cracovia                         | 15 | 21   | 6     | 3     | 6     | 20     | 25     |
| 8    | Lech Poznań                      | 15 | 21   | 5     | 6     | 4     | 29     | 21     |
| 9    | Dyskobolia Grodzisk Wielkopolski | 15 | 19   | 3     | 10    | 2     | 17     | 15     |
| 10   | Arka Gdynia                      | 15 | 18   | 3     | 9     | 3     | 18     | 16     |
| 11   | Widzew Łódź                      | 15 | 15   | 4     | 3     | 8     | 16     | 21     |
| 12   | Górnik Zabrze                    | 15 | 15   | 4     | 3     | 8     | 18     | 24     |
| 13   | Pogoń Szczecin                   | 15 | 14   | 3     | 5     | 7     | 14     | 19     |
| 14   | Górnik Łęczna                    | 15 | 14   | 3     | 5     | 7     | 9      | 26     |
| 15   | Odra Wodzisław                   | 15 | 12   | 2     | 6     | 7     | 13     | 26     |
| 16   | Wisła Płock                      | 15 | 9    | 1     | 6     | 8     | 11     | 30     |

| Legenda:               |
| M – ilość meczów       |
| Pkt. – punkty          |
| zw. – zwycięstwa       |
| rem. – remisy          |
| por. – porażki         |
| zdob. – bramki zdobyte |
| str. – bramki stracone |

### 1. kolejka
| 28 lipca 2006, piątek, godz. 20:00 Stadion Widzewa Sędzia: Grzegorz Gilewski Widzów: 9,5 tys. | |                                                                        | | |
| | Widzew Łódź | 2:1 (1:1)                                                              | Dyskobolia Grodzisk Wielkopolski | |
| Krzysztof Sokalski (12'), Bartosz Iwan (21' k.) | Krzysztof Sokalski (12'), Bartosz Iwan (21' k.) |                                                                        | Piotr Rocki (7') | Piotr Rocki (7') |
| Krzysztof Sokalski (17'), Bartłomiej Konieczny (34'), Robert Kłos (84') | Krzysztof Sokalski (17'), Bartłomiej Konieczny (34'), Robert Kłos (84') |                                                                        | – | – |
| – | – | Żółta kartka w {{{3}}}. minucie · Druga żółta kartka · Czerwona kartka | Mariusz Mowlik (17', 90') | Mariusz Mowlik (17', 90') |
| Bartosz Fabiniak – Marcin Nowak, Jakub Rzeźniczak, Bartłomiej Konieczny (69' → Andrzej Tychowski), Robert Kłos – Adrian Budka, Jarosław Białek, Nenad Zečević (76' → Maciej Bębenek), Bartosz Iwan – Krzysztof Sokalski, Saša Bogunović (82' → Sławomir Szeliga) | Bartosz Fabiniak – Marcin Nowak, Jakub Rzeźniczak, Bartłomiej Konieczny (69' → Andrzej Tychowski), Robert Kłos – Adrian Budka, Jarosław Białek, Nenad Zečević (76' → Maciej Bębenek), Bartosz Iwan – Krzysztof Sokalski, Saša Bogunović (82' → Sławomir Szeliga) |                                                                        | Sebastian Przyrowski – Vlade Lazarevski, Mate Lacić, Mariusz Mowlik, Błażej Telichowski – Piotr Piechniak, Piotr Świerczewski, Tomasz Jodłowiec (62' → Marcin Nowacki), Piotr Rocki (69' → Jarosław Lato) – Adrian Sikora, Tomasz Zahorski (52' → Szymon Kaźmierowski) | Sebastian Przyrowski – Vlade Lazarevski, Mate Lacić, Mariusz Mowlik, Błażej Telichowski – Piotr Piechniak, Piotr Świerczewski, Tomasz Jodłowiec (62' → Marcin Nowacki), Piotr Rocki (69' → Jarosław Lato) – Adrian Sikora, Tomasz Zahorski (52' → Szymon Kaźmierowski) |

| 29 lipca 2006, sobota, godz. 19:00 Stadion GOSiR w Gdyni Sędzia: Marek Ryżek Widzów: 8 tys. | |           | | |
| | Arka Gdynia | 0:3 (0:1) | Korona Kielce | |
| – | – |           | Grzegorz Bonin (17'), Marcin Robak (71'), Paweł Golański (77') | Grzegorz Bonin (17'), Marcin Robak (71'), Paweł Golański (77') |
| Dariusz Ulanowski, Radosław Wróblewski | Dariusz Ulanowski, Radosław Wróblewski |           | Mariusz Zganiacz | Mariusz Zganiacz |
| Norbert Witkowski – Grzegorz Jakosz, Krzysztof Sobieraj, Piotr Jawny, Tomasz Sokołowski II – Radosław Wróblewski, Olgierd Moskalewicz, Dariusz Ulanowski (46' → Krzysztof Przytuła), Bartosz Ława (77' → Piotr Bazler), Damian Nawrocik (46' → Grzegorz Niciński) – Janusz Dziedzic | Norbert Witkowski – Grzegorz Jakosz, Krzysztof Sobieraj, Piotr Jawny, Tomasz Sokołowski II – Radosław Wróblewski, Olgierd Moskalewicz, Dariusz Ulanowski (46' → Krzysztof Przytuła), Bartosz Ława (77' → Piotr Bazler), Damian Nawrocik (46' → Grzegorz Niciński) – Janusz Dziedzic |           | Maciej Mielcarz – Robert Bednarek, Hernani, Veselin Đoković, Paweł Golański – Marcin Kaczmarek, Mariusz Zganiacz (82' → Aleksander Kwiek), Grzegorz Bonin (85' → Jacek Kiełb), Hermes, Paweł Sasin – Marcin Robak (79' → Maciej Kowalczyk) | Maciej Mielcarz – Robert Bednarek, Hernani, Veselin Đoković, Paweł Golański – Marcin Kaczmarek, Mariusz Zganiacz (82' → Aleksander Kwiek), Grzegorz Bonin (85' → Jacek Kiełb), Hermes, Paweł Sasin – Marcin Robak (79' → Maciej Kowalczyk) |

| 29 lipca 2006, sobota, godz. 19:00 Stadion Górnika w Łęcznej Sędzia: Tomasz Witkowski Widzów: 5,5 tys. | |           | | |
| | Górnik Łęczna | 1:3 (1:2) | GKS Bełchatów | |
| Cezary Czpak (18' k.) | Cezary Czpak (18' k.) |           | Tomasz Jarzębowski (36'), Grzegorz Fonfara (40'), Radosław Matusiak (73') | Tomasz Jarzębowski (36'), Grzegorz Fonfara (40'), Radosław Matusiak (73') |
| Veljko Nikitović (21'), Wałerij Sokołenko (78') | Veljko Nikitović (21'), Wałerij Sokołenko (78') |           | Dariusz Pietrasiak (90') | Dariusz Pietrasiak (90') |
| Przemysław Tytoń – Przemysław Kulig, Mariusz Pawelec, Toni Golem, Wałerij Sokołenko – Jakub Grzegorzewski (46' → Dawid Sołdecki), Cezary Czpak (58' → Grzegorz Wędzyński), Marcin Rogowski, Veljko Nikitović – Andrzej Kubica, Borcze Manewski (70' → Dariusz Jarecki) | Przemysław Tytoń – Przemysław Kulig, Mariusz Pawelec, Toni Golem, Wałerij Sokołenko – Jakub Grzegorzewski (46' → Dawid Sołdecki), Cezary Czpak (58' → Grzegorz Wędzyński), Marcin Rogowski, Veljko Nikitović – Andrzej Kubica, Borcze Manewski (70' → Dariusz Jarecki) |           | Piotr Lech – Grzegorz Fonfara, Rafał Grodzicki, Dariusz Pietrasiak, Edward Cecot – Tomasz Wróbel, Tomasz Jarzębowski (64' → Jacek Kuranty), Mariusz Ujek, Jacek Popek (73' → Piotr Klepczarek), Paweł Strąk – Radosław Matusiak (82' → Rafał Boguski) | Piotr Lech – Grzegorz Fonfara, Rafał Grodzicki, Dariusz Pietrasiak, Edward Cecot – Tomasz Wróbel, Tomasz Jarzębowski (64' → Jacek Kuranty), Mariusz Ujek, Jacek Popek (73' → Piotr Klepczarek), Paweł Strąk – Radosław Matusiak (82' → Rafał Boguski) |

| 29 lipca 2006, sobota, godz. 19:00 Stadion ŁKSu w Łodzi Sędzia: Krzyszytof Słupik Widzów: 6 tys. | |           | | |
| | ŁKS Łódź | 4:0 (2:0) | Pogoń Szczecin | |
| Ensar Arifović (14'), Rafał Niżnik (22'), Grzegorz Kmiecik (62'), Adrian Świątek (84') | Ensar Arifović (14'), Rafał Niżnik (22'), Grzegorz Kmiecik (62'), Adrian Świątek (84') |           | – | – |
| Sebastian Kęska (12'), Ensar Arifović (21') | Sebastian Kęska (12'), Ensar Arifović (21') |           | Sérgio Batata (11'), Boris Peškovič (15'), Anderson Silva (39') | Sérgio Batata (11'), Boris Peškovič (15'), Anderson Silva (39') |
| Bogusław Wyparło – Sebastian Przybyszewski, Zdzisław Leszczyński, Tomasz Hajto, Mariusz Magiera – Sebastian Kęska (73' → Łukasz Madej), Dariusz Kłus, Rafał Niżnik, Robert Kolendowicz (69' → Arkadiusz Mysona) – Ensar Arifović, Grzegorz Kmiecik (80' → Adrian Świątek) | Bogusław Wyparło – Sebastian Przybyszewski, Zdzisław Leszczyński, Tomasz Hajto, Mariusz Magiera – Sebastian Kęska (73' → Łukasz Madej), Dariusz Kłus, Rafał Niżnik, Robert Kolendowicz (69' → Arkadiusz Mysona) – Ensar Arifović, Grzegorz Kmiecik (80' → Adrian Świątek) |           | Boris Peškovič – Sérgio Batata, Julcimar, Anderson Silva (46' → Michał Łabędzki), Daniel Lopez Cruz – Lilo, Anderson Gonçalves Pedro, Gonçalves Ferreira Júnior (64' → Kamil Grosicki), Leândro – William (46' → Piotr Celeban), Edi Andradina | Boris Peškovič – Sérgio Batata, Julcimar, Anderson Silva (46' → Michał Łabędzki), Daniel Lopez Cruz – Lilo, Anderson Gonçalves Pedro, Gonçalves Ferreira Júnior (64' → Kamil Grosicki), Leândro – William (46' → Piotr Celeban), Edi Andradina |

| 29 lipca 2006, sobota, godz. 19:00 Stadion TS Wisła Kraków Sędzia: Adam Kajzer Widzów: 6 tys. | |           | | |
| | Wisła Kraków | 1:0 (1:0) | Górnik Zabrze | |
| Cléber (21' k.) | Cléber (21' k.) |           | – | – |
| Nikola Mijailović (40'), Dariusz Dudka (55'), Jakub Błaszczykowski (62'), Radosław Sobolewski (77'), Mariusz Pawełek (87') | Nikola Mijailović (40'), Dariusz Dudka (55'), Jakub Błaszczykowski (62'), Radosław Sobolewski (77'), Mariusz Pawełek (87') |           | Tomasz Prasnal (15'), Sławomir Jarczyk (21') | Tomasz Prasnal (15'), Sławomir Jarczyk (21') |
| Mariusz Pawełek – Jakub Błaszczykowski, Dariusz Dudka, Cléber, Nikola Mijailović – Marek Zieńczuk (62' → Piotr Brożek), Hristu Chiacu (46' → Marek Penksa), Radosław Sobolewski, Jacob Burns – Paweł Kryszałowicz (88' → Arkadiusz Głowacki), Jean Paulista | Mariusz Pawełek – Jakub Błaszczykowski, Dariusz Dudka, Cléber, Nikola Mijailović – Marek Zieńczuk (62' → Piotr Brożek), Hristu Chiacu (46' → Marek Penksa), Radosław Sobolewski, Jacob Burns – Paweł Kryszałowicz (88' → Arkadiusz Głowacki), Jean Paulista |           | Marcin Mańka – Błażej Radler (80' → Rafał Andraszak), Jan Cios, Sławomir Jarczyk, Tomasz Prasnal – Damian Seweryn, Artur Prokop (70' → Arkadiusz Aleksander), Krzysztof Bukalski, Łukasz Juszkiewicz, Tomasz Łuczywek (62' → Dariusz Stachowiak) – Tomasz Moskal | Marcin Mańka – Błażej Radler (80' → Rafał Andraszak), Jan Cios, Sławomir Jarczyk, Tomasz Prasnal – Damian Seweryn, Artur Prokop (70' → Arkadiusz Aleksander), Krzysztof Bukalski, Łukasz Juszkiewicz, Tomasz Łuczywek (62' → Dariusz Stachowiak) – Tomasz Moskal |

| 29 lipca 2006, sobota, godz. 20:00 Stadion Wojska Polskiego Sędzia: Zdzisław Bakaluk Widzów: 10 tys.                                                        | |           | | |
| | Legia Warszawa | 3:1 (1:1) | Cracovia | |
| Élton (44'), Alcantara (47'), Roger (73' k.) | Élton (44'), Alcantara (47'), Roger (73' k.) |           | Giza (10') | Giza (10') |
| Alcantara (17'), Roger (89') | Alcantara (17'), Roger (89') |           | Magiera (52'), Bojarski (72') | Magiera (52'), Bojarski (72') |
| Fabiański – Szala, Choto, Hugo Alcantara, Édson – Szałachowski (77' → Radović), Vuković (84' → Burkhardt), Surma, Roger – Janczyk (58' → Włodarczyk), Élton | Fabiański – Szala, Choto, Hugo Alcantara, Édson – Szałachowski (77' → Radović), Vuković (84' → Burkhardt), Surma, Roger – Janczyk (58' → Włodarczyk), Élton |           | Olszewski – Radwański, Wiśniewski, Skrzyński, Nowak – Bojarski, Magiera, Giza, Baran (41' → Drumlak), Szwajdych (46' → Karwan) – Moskała (76' → Bania) | Olszewski – Radwański, Wiśniewski, Skrzyński, Nowak – Bojarski, Magiera, Giza, Baran (41' → Drumlak), Szwajdych (46' → Karwan) – Moskała (76' → Bania) |

| 30 lipca 2006, niedziela, godz. 18:00 Stadion „Aleja” w Wodzisławiu Śląskim Sędzia: Marcin Szulc Widzów: 2 tys.                                     | |                                                                        | | |
| | Odra Wodzisław Śląski | 1:0 (0:0)                                                              | Zagłębie Lubin | |
| Chmiest (61') | Chmiest (61') |                                                                        | – | – |
| Krysiński (16') | Krysiński (16') |                                                                        | Višević (42'), Banaczek (90') | Višević (42'), Banaczek (90') |
| – | – | Żółta kartka w {{{3}}}. minucie · Druga żółta kartka · Czerwona kartka | Zjawiński (79', 84') | Zjawiński (79', 84') |
| Pilarz – Krysiński, Dudek, Dymkowski, Szary – Woś, Muszalik, Malinowski, Radzewicz (86' → Cichy) – Chmiest (66' → Zjawiński), Wróbel (46' → Biskup) | Pilarz – Krysiński, Dudek, Dymkowski, Szary – Woś, Muszalik, Malinowski, Radzewicz (86' → Cichy) – Chmiest (66' → Zjawiński), Wróbel (46' → Biskup) |                                                                        | Liberda – Filipe, Alunderis, Stasiak, Višević – Łobodziński, Iwański (69' → Jovanović), Szczypkowski, Bartczak, Mierzejewski (61' → Banaczek) – Chałbiński (79' → Piszczek) | Liberda – Filipe, Alunderis, Stasiak, Višević – Łobodziński, Iwański (69' → Jovanović), Szczypkowski, Bartczak, Mierzejewski (61' → Banaczek) – Chałbiński (79' → Piszczek) |

| 30 lipca 2006, niedziela, godz. 19:00 Stadion Miejski w Poznaniu Sędzia: Artur Szydłowski Widzów: 14 tys.                                                         | |           | | |
| | Lech Poznań | 3:2 (0:1) | Wisła Płock | |
| Wasilewski (74'), Reiss (88'), Zając (90') | Wasilewski (74'), Reiss (88'), Zając (90') |           | Sobczak (17'), Belada (52') | Sobczak (17'), Belada (52') |
| – | – |           | Rachwał (18'), Magdoń (31'), Došek (33'), Belada (51'), Sedláček (48')                                                                                    | Rachwał (18'), Magdoń (31'), Došek (33'), Belada (51'), Sedláček (48')                                                                                    |
| Kotorowski – Wasilewski, Kucharski, Bosacki, Wojtkowiak – Zakrzewski (57' → Zając), Scherfchen (46' → Pitry), Murawski, Wachowicz (62' → Wilk) – Dembiński, Reiss | Kotorowski – Wasilewski, Kucharski, Bosacki, Wojtkowiak – Zakrzewski (57' → Zając), Scherfchen (46' → Pitry), Murawski, Wachowicz (62' → Wilk) – Dembiński, Reiss |           | Gubiec – Romuzga, Magdoń, Belada, Colaković – Geworgian (80' → Kazimierczak), Rachwał, Gedeon, Sedláček (84' → Živković) – Došek (88' → Peković), Sobczak | Gubiec – Romuzga, Magdoń, Belada, Colaković – Geworgian (80' → Kazimierczak), Rachwał, Gedeon, Sedláček (84' → Živković) – Došek (88' → Peković), Sobczak |

### 2. kolejka
| 4 sierpnia 2006, piątek, godz. 19:30 Stadion BOT GKS Bełchatów Sędzia: Jacek Granat Widzów: 7 tys. | |           | | |
| | GKS Bełchatów | 1:0 (1:0) | Widzew Łódź | |
| Radosław Matusiak (10') | Radosław Matusiak (10') |           | – | – |
| Tomasz Jarzębowski (20'), Rafał Grodzicki (29'), Łukasz Garguła (59'), Piotr Lech (93') | Tomasz Jarzębowski (20'), Rafał Grodzicki (29'), Łukasz Garguła (59'), Piotr Lech (93') |           | Krzysztof Sokalski (10'), Bartosz Iwan (38') | Krzysztof Sokalski (10'), Bartosz Iwan (38') |
| Piotr Lech – Grzegorz Fonfara, Rafał Grodzicki, Dariusz Pietrasiak, Marcin Kowalczyk – Tomasz Wróbel, Tomasz Jarzębowski (46' → Łukasz Garguła), Paweł Strąk, Jacek Popek (43' → Piotr Klepczarek I) – Mariusz Ujek (76' → Jacek Kuranty), Radosław Matusiak | Piotr Lech – Grzegorz Fonfara, Rafał Grodzicki, Dariusz Pietrasiak, Marcin Kowalczyk – Tomasz Wróbel, Tomasz Jarzębowski (46' → Łukasz Garguła), Paweł Strąk, Jacek Popek (43' → Piotr Klepczarek I) – Mariusz Ujek (76' → Jacek Kuranty), Radosław Matusiak |           | Bartosz Fabiniak – Marcin Nowak, Jakub Rzeźniczak, Bartłomiej Konieczny (76' → Piotr Grzelczak), Robert Kłos – Adrian Budka, Jarosław Białek (71' → Sławomir Szeliga), Bartosz Iwan, Nenad Zečević (46' → Maciej Bębenek) – Krzysztof Sokalski, Saša Bogunović | Bartosz Fabiniak – Marcin Nowak, Jakub Rzeźniczak, Bartłomiej Konieczny (76' → Piotr Grzelczak), Robert Kłos – Adrian Budka, Jarosław Białek (71' → Sławomir Szeliga), Bartosz Iwan, Nenad Zečević (46' → Maciej Bębenek) – Krzysztof Sokalski, Saša Bogunović |

| 4 sierpnia 2006, piątek, godz. 20:00 Stadion GOSiR w Gdyni Sędzia: Hubert Siejewicz Widzów: 8,8 tys. | |     | | |
| | Arka Gdynia | 0:0 | Wisła Kraków | |
| – | – |     | – | – |
| Grzegorz Jakosz, Janusz Dziedzic, Piotr Bazler, Krzysztof Sobieraj, Piotr Jawny | Grzegorz Jakosz, Janusz Dziedzic, Piotr Bazler, Krzysztof Sobieraj, Piotr Jawny |     | Adam Kokoszka | Adam Kokoszka |
| Norbert Witkowski – Grzegorz Jakosz, Piotr Jawny, Krzysztof Sobieraj, Tomasz Sokołowski II – Bartosz Ława (88' → Dariusz Ulanowski), Olgierd Moskalewicz, Krzysztof Przytuła (46' → Piotr Bazler), Damian Nawrocik – Janusz Dziedzic, Grzegorz Niciński (46' → Grzegorz Pilch) | Norbert Witkowski – Grzegorz Jakosz, Piotr Jawny, Krzysztof Sobieraj, Tomasz Sokołowski II – Bartosz Ława (88' → Dariusz Ulanowski), Olgierd Moskalewicz, Krzysztof Przytuła (46' → Piotr Bazler), Damian Nawrocik – Janusz Dziedzic, Grzegorz Niciński (46' → Grzegorz Pilch) |     | Mariusz Pawełek – Nikola Mijailović, Dariusz Dudka, Cléber, Adam Kokoszka – Marek Zieńczuk, Jacob Burns, Radosław Sobolewski (53' → Mauro Cantoro), Jakub Błaszczykowski (86' → Marek Penksa) – Jean Paulista, Paweł Kryszałowicz (64' → Hristu Chiacu) | Mariusz Pawełek – Nikola Mijailović, Dariusz Dudka, Cléber, Adam Kokoszka – Marek Zieńczuk, Jacob Burns, Radosław Sobolewski (53' → Mauro Cantoro), Jakub Błaszczykowski (86' → Marek Penksa) – Jean Paulista, Paweł Kryszałowicz (64' → Hristu Chiacu) |

| 5 sierpnia 2006, sobota, godz. 19:00 Stadion Cracovii Sędzia: Jarosław Żyro Widzów: 4 tys. |                           |           |                                                             |                                                             |
|                                                                                            | Cracovia                  | 1:0 (1:0) | Odra Wodzisław Śląski                                       |                                                             |
| Tomasz Moskała (13')                                                                       | Tomasz Moskała (13')      |           | –                                                           | –                                                           |
| Piotr Giza, Paweł Drumlak                                                                  | Piotr Giza, Paweł Drumlak |           | Marcin Kokoszka, Marcin Malinowski, Jan Woś, Marcin Chmiest | Marcin Kokoszka, Marcin Malinowski, Jan Woś, Marcin Chmiest |
| ?                                                                                          | ?                         |           | ?                                                           | ?                                                           |

| 5 sierpnia 2006, sobota, godz. 19:00 Stadion Górnika Zabrze Sędzia: ? Widzów: 0 |               |           |                                                          |                                                          |
|                                                                                 | Górnik Zabrze | 0:3 (0:2) | Pogoń Szczecin                                           |                                                          |
| –                                                                               | –             |           | Piotr Celeban (11'), Anderson (39'), Edi Andradina (89') | Piotr Celeban (11'), Anderson (39'), Edi Andradina (89') |
| ?                                                                               | ?             |           | ?                                                        | ?                                                        |
| ?                                                                               | ?             |           | ?                                                        | ?                                                        |

## Runda wiosenna

### 23. kolejka
| 20 kwietnia 2007, piątek, godz. 20:00 Stadion Wojska Polskiego Sędzia: Robert Małek Widzów: 13 tys. | |           | | |
| | Legia Warszawa | 3:0 (1:0) | Korona Kielce | |
| Aleksandar Vuković (45'), Piotr Włodarczyk (70', 85') | Aleksandar Vuković (45'), Piotr Włodarczyk (70', 85') |           | – | – |
| Grzegorz Bronowicki, Aleksandar Vuković | Grzegorz Bronowicki, Aleksandar Vuković |           | Paweł Golański (23') | Paweł Golański (23') |
| Łukasz Fabiański – Piotr Bronowicki (90' → Marcin Burkhardt), Dickson Choto (46' → Herbert Dick), Wojciech Szala, Grzegorz Bronowicki – Roger, Łukasz Surma, Aleksandar Vuković, Marcin Smoliński – Piotr Włodarczyk, Bartłomiej Grzelak (35' → Maciej Korzym) | Łukasz Fabiański – Piotr Bronowicki (90' → Marcin Burkhardt), Dickson Choto (46' → Herbert Dick), Wojciech Szala, Grzegorz Bronowicki – Roger, Łukasz Surma, Aleksandar Vuković, Marcin Smoliński – Piotr Włodarczyk, Bartłomiej Grzelak (35' → Maciej Korzym) |           | Maciej Mielcarz – Paweł Golański, Hernani (35' → Maciej Kiciński), Marek Szyndrowski, Marcin Kuś – Grzegorz Bonin, Mariusz Zganiacz (71' → Michał Trzeciakiewicz), Hermes, Paweł Sobolewski (62' → Maciej Kowalczyk) – Krzysztof Gajtkowski, Marcin Robak | Maciej Mielcarz – Paweł Golański, Hernani (35' → Maciej Kiciński), Marek Szyndrowski, Marcin Kuś – Grzegorz Bonin, Mariusz Zganiacz (71' → Michał Trzeciakiewicz), Hermes, Paweł Sobolewski (62' → Maciej Kowalczyk) – Krzysztof Gajtkowski, Marcin Robak |

| 21 kwietnia 2007, sobota, godz. 18:00 Stadion Górnika w Łęcznej Sędzia: Jacek Granat Widzów: 1,2 tys. | |           | | |
| | Górnik Łęczna | 3:2 (0:1) | Pogoń Szczecin | |
| Ferdinand Chi Fon (82'), Tomasz Zahorski (84'), Dariusz Jarecki (89') | Ferdinand Chi Fon (82'), Tomasz Zahorski (84'), Dariusz Jarecki (89') |           | Piotr Celeban (40'), Edi Andradina (49') | Piotr Celeban (40'), Edi Andradina (49') |
| Tomasz Zahorski (10'), Łukasz Masłowski (19'), Rafał Niżnik (52'), Ferdinand Chi Fon | Tomasz Zahorski (10'), Łukasz Masłowski (19'), Rafał Niżnik (52'), Ferdinand Chi Fon |           | Leândro da Silva Campos (11'), Marek Kowal (38'), Élton (70'), Martins Tiago Leite (37') | Leândro da Silva Campos (11'), Marek Kowal (38'), Élton (70'), Martins Tiago Leite (37') |
| – | – |           | Marcelo Barbosa de Oliveira (90') | Marcelo Barbosa de Oliveira (90') |
| Piotr Leciejewski – Przemysław Kulig (59' → Kamil Stachyra), Bartosz Jurkowski, Mariusz Pawelec, Wałerij Sokołenko – Paweł Głowacki, Michał Łabędzki (74' → Ferdinand Chi Fon), Rafał Niżnik, Veljko Nikitović, Łukasz Masłowski (55' → Dariusz Jarecki) – Tomasz Zahorski | Piotr Leciejewski – Przemysław Kulig (59' → Kamil Stachyra), Bartosz Jurkowski, Mariusz Pawelec, Wałerij Sokołenko – Paweł Głowacki, Michał Łabędzki (74' → Ferdinand Chi Fon), Rafał Niżnik, Veljko Nikitović, Łukasz Masłowski (55' → Dariusz Jarecki) – Tomasz Zahorski |           | Radosław Majdan – Piotr Celeban, Diego Benedito Galvão Máximo, Julcimar, Thiago Silviera Da Silva – Marek Kowal (57' → Lilo), Marcelo Barbosa de Oliveira, Leândro da Silva Campos (79' → Jakub Skórski), Kamil Grosicki – Élton, Edi Andradina | Radosław Majdan – Piotr Celeban, Diego Benedito Galvão Máximo, Julcimar, Thiago Silviera Da Silva – Marek Kowal (57' → Lilo), Marcelo Barbosa de Oliveira, Leândro da Silva Campos (79' → Jakub Skórski), Kamil Grosicki – Élton, Edi Andradina |

| 21 kwietnia 2007, sobota, godz. 18:00 Stadion Dyskobolii Sędzia: Hubert Siejewicz Widzów: 1,5 tys.                                                         | |           | | |
| | Dyskobolia Grodzisk Wielkopolski | 2:0 (1:0) | ŁKS Łódź | |
| Rocki (23'), Ivanovski (65') | Rocki (23'), Ivanovski (65') |           | – | – |
| Telichowski (42') | Telichowski (42') |           | Madej (37') | Madej (37') |
| Ptak – Lazarevski, Lacić, Tupalski, Telichowski – Lato (81' → Sikora), Piechniak, Goliński (56' → Jodłowiec), Majewski – Rocki, Ivanovski (66' → Chinyama) | Ptak – Lazarevski, Lacić, Tupalski, Telichowski – Lato (81' → Sikora), Piechniak, Goliński (56' → Jodłowiec), Majewski – Rocki, Ivanovski (66' → Chinyama) |           | Wyparło – Przybyszewski, Kłos, Kłos, Magiera – Madej, Kizys (89' → Goryszewski), Wilk (64' → Sierant), Opsenica – Cieśliński (75' → Kęska), Arifović | Wyparło – Przybyszewski, Kłos, Kłos, Magiera – Madej, Kizys (89' → Goryszewski), Wilk (64' → Sierant), Opsenica – Cieśliński (75' → Kęska), Arifović |

| 21 kwietnia 2007, sobota, godz. 18:00 Stadion Cracovii Sędzia: Marcin Szulc Widzów: 3 tys.                                                           | |           | | |
| | Cracovia | 3:1 (3:0) | Górnik Zabrze | |
| Nowak (19', 27'), Moskała (24') | Nowak (19', 27'), Moskała (24') |           | Jarka (84') | Jarka (84') |
| Wacek | Wacek |           | Madejski | Madejski |
| Cabaj – Wacek (75' → Wojciechowski), Skrzyński, Radwański – Szwajdych, Wiśniewski (68' → Baran), Kłus, Giza, Nowak – Moskała, Bania (46' → Bojarski) | Cabaj – Wacek (75' → Wojciechowski), Skrzyński, Radwański – Szwajdych, Wiśniewski (68' → Baran), Kłus, Giza, Nowak – Moskała, Bania (46' → Bojarski) |           | Laskowski – Radler, Jarczyk, Danch, Bednarz (75' → Dębowski) – Andraszak (54' → Socha), Białek, Prokop, Madejski (46' → Bukalski), Łuczywek – Jarka | Laskowski – Radler, Jarczyk, Danch, Bednarz (75' → Dębowski) – Andraszak (54' → Socha), Białek, Prokop, Madejski (46' → Bukalski), Łuczywek – Jarka |

| 21 kwietnia 2007, sobota, godz. 18:00 Stadion „Aleja” w Wodzisławiu Śląskim Sędzia: Jarosław Żyro Widzów: 2,5 tys.                                | |           | | |
| | Odra Wodzisław Śląski | 1:0 (0:0) | Wisła Płock | |
| Czerkas (66') | Czerkas (66') |           | – | – |
| Rygel (75'), Czerkas (76'), Wróbel (83') | Rygel (75'), Czerkas (76'), Wróbel (83') |           | Michálek (27'), Rachwał (43'), Peszko (45'), Sedláček (47')                                                                                 | Michálek (27'), Rachwał (43'), Peszko (45'), Sedláček (47')                                                                                 |
| Skaba – Kokoszka, Kowalczyk, Dymkowski, Szary – Woś, Malinowski, Muszalik, Biskup (71' → Rygel) – Wróbel (85' → Krysiński), Czerkas (79' → Cichy) | Skaba – Kokoszka, Kowalczyk, Dymkowski, Szary – Woś, Malinowski, Muszalik, Biskup (71' → Rygel) – Wróbel (85' → Krysiński), Czerkas (79' → Cichy) |           | Gubiec – Michálek, Rachwał, Parzy (37' → Sedláček), Lemanowicz – Geworgian, Majewski, Kowalski, Gedeon, Peszko – Kretkowski (64' → Kujawka) | Gubiec – Michálek, Rachwał, Parzy (37' → Sedláček), Lemanowicz – Geworgian, Majewski, Kowalski, Gedeon, Peszko – Kretkowski (64' → Kujawka) |

| 21 kwietnia 2007, sobota, godz. 18:00 Górniczy Ośrodek Sportu Sędzia: Marek Mikołajewski Widzów: 6 tys.                                                                 | |           | | |
| | Zagłębie Lubin | 6:0 (1:0) | Arka Gdynia | |
| Piszczek (29'), Chałbiński (57'), Arboleda (62'), Piszczek (65'), Piszczek (79'), Miguel (90')                                                                          | Piszczek (29'), Chałbiński (57'), Arboleda (62'), Piszczek (65'), Piszczek (79'), Miguel (90')                                                                          |           | – | – |
| Bartczak | Bartczak |           | Weinar | Weinar |
| Václavík – Bartczak, Alunderis, Stasiak, Arboleda – Łobodziński (80' → Miguel), Iwański (83' → Jackiewicz), Bartczak, Kolendowicz (70' → Klofik) – Piszczek, Chałbiński | Václavík – Bartczak, Alunderis, Stasiak, Arboleda – Łobodziński (80' → Miguel), Iwański (83' → Jackiewicz), Bartczak, Kolendowicz (70' → Klofik) – Piszczek, Chałbiński |           | Witkowski – Kowalski (46' → Kalousek), Weinar, Sobieraj, Sokołowski II – Nawrocik (73' → Karwan), Mazurkiewicz (55' → Pilch), Ława, Moskalewicz, Wróblewski – Dziedzic | Witkowski – Kowalski (46' → Kalousek), Weinar, Sobieraj, Sokołowski II – Nawrocik (73' → Karwan), Mazurkiewicz (55' → Pilch), Ława, Moskalewicz, Wróblewski – Dziedzic |

| 21 kwietnia 2007, sobota, godz. 18:15 Stadion BOT GKS Bełchatów Sędzia: Grzegorz Gilewski Widzów: 7 tys.            | |     | | |
| | GKS Bełchatów | 0:0 | Lech Poznań | |
| – | – |     | – | – |
| Grodzicki (11') | Grodzicki (11') |     | Drzymont (47'), Pitry (74') | Drzymont (47'), Pitry (74') |
| Lech – Grodzicki, Pietrasiak, Magdoń, Kowalczyk – Wróbel, Jarzębowski (46' → Boguski), Strąk, Garguła – Nowak, Ujek | Lech – Grodzicki, Pietrasiak, Magdoń, Kowalczyk – Wróbel, Jarzębowski (46' → Boguski), Strąk, Garguła – Nowak, Ujek |     | Kotorowski – Kikut, Drzymont, Tanevski, Wilk – Zając (89' → Micanski), Bosacki, Murawski, Pitry (86' → Injac) – Zakrzewski, Reiss (90' → Dembiński) | Kotorowski – Kikut, Drzymont, Tanevski, Wilk – Zając (89' → Micanski), Bosacki, Murawski, Pitry (86' → Injac) – Zakrzewski, Reiss (90' → Dembiński) |

| 22 kwietnia 2007, niedziela, godz. 17:00 Stadion Widzewa Sędzia: Marcin Borski Widzów: 6,5 tys.                                                              | |     | | |
| | Widzew Łódź | 0:0 | Wisła Kraków | |
| – | – |     | – | – |
| Broź (27') | Broź (27') |     | Cantoro (42') | Cantoro (42') |
| Fabiniak – Kłos, Oshadogan, Stawarczyk, Broź – Budka (88' → Szeliga), Juszkiewicz, Kuklis, Jarmuż (72' → Iheanacho) – Napoleoni, Aleksander (62' → Sokalski) | Fabiniak – Kłos, Oshadogan, Stawarczyk, Broź – Budka (88' → Szeliga), Juszkiewicz, Kuklis, Jarmuż (72' → Iheanacho) – Napoleoni, Aleksander (62' → Sokalski) |     | Dolha – Baszczyński (46' → Penksa), Cléber, Kokoszka, Stolarczyk – Gołoś, Dudka, Cantoro, Chiacu (69' → Dawidowski) – Brożek (59' → Radovanović), Paulista | Dolha – Baszczyński (46' → Penksa), Cléber, Kokoszka, Stolarczyk – Gołoś, Dudka, Cantoro, Chiacu (69' → Dawidowski) – Brożek (59' → Radovanović), Paulista |

## Tabela końcowa
| Poz. | Klub                      | M  | Pkt. | Mecze | Mecze | Mecze | Bramki | Bramki |
| Poz. | Klub                      | M  | Pkt. | zw.   | rem.  | por.  | zdob.  | str.   |
| ---- | ------------------------- | -- | ---- | ----- | ----- | ----- | ------ | ------ |
| 1    | Zagłębie Lubin            | 30 | 62   | 18    | 8     | 4     | 57     | 29     |
| 2    | GKS Bełchatów             | 30 | 61   | 19    | 4     | 7     | 63     | 32     |
| 3    | Legia Warszawa            | 30 | 52   | 16    | 4     | 10    | 53     | 33     |
| 4    | Cracovia                  | 30 | 49   | 14    | 7     | 9     | 48     | 41     |
| 5    | Dyskobolia Grodzisk Wlkp. | 30 | 48   | 11    | 15    | 4     | 40     | 26     |
| 6    | Lech Poznań               | 30 | 47   | 12    | 11    | 7     | 53     | 36     |
| 7    | Korona Kielce             | 30 | 47   | 14    | 5     | 11    | 41     | 34     |
| 8    | Wisła Kraków              | 30 | 46   | 10    | 16    | 4     | 41     | 25     |
| 9    | ŁKS Łódź                  | 30 | 41   | 10    | 11    | 9     | 31     | 30     |
| 10   | Arka Gdynia               | 30 | 40   | 10    | 10    | 10    | 43     | 49     |
| 11   | Odra Wodzisław            | 30 | 40   | 10    | 10    | 10    | 29     | 36     |
| 12   | Widzew Łódź               | 30 | 28   | 7     | 7     | 16    | 27     | 48     |
| 13   | Górnik Łęczna             | 30 | 26   | 7     | 5     | 18    | 24     | 64     |
| 14   | Górnik Zabrze             | 30 | 25   | 6     | 7     | 17    | 30     | 51     |
| 15   | Wisła Płock               | 30 | 23   | 4     | 11    | 15    | 20     | 47     |
| 16   | Pogoń Szczecin            | 30 | 16   | 3     | 7     | 20    | 24     | 53     |

Stan na 26 maja 2007